# Понте Назо (Месина)
Понте Назо је насеље у Италији у округу Месина, региону Сицилија.
Према процени из 2011. у насељу је живело 151 становника. Насеље се налази на надморској висини од 35 м.